# Hejian Technology Corporation
Hejian Technology Corporation (chiń. 和舰科技有限公司) – chińskie przedsiębiorstwo z branży półprzewodnikowej.
Firma została założona w 2001 roku. Specjalizuje się w produkcji półprzewodników wykorzystywanych w branży automotive, przemyśle oraz sterownikach konsumenckich. Przedsiębiorstwo zatrudnia ponad 2 tys. pracowników.